# Canthium obovatifolium
Canthium obovatifolium là một loài thực vật có hoa trong họ Thiến thảo. Loài này được (Merr.) Merr. mô tả khoa học đầu tiên năm 1928.